# Busk (Ukraine)
 For alternative betydninger, se Busk (flertydig). (Se også artikler, som begynder med Busk)
Busk (ukrainsk: Буськ; polsk: Busk) er en by beliggende i Zolotjiv rajon i Lviv oblast (region) i det vestlige Ukraine. Den er hjemsted for administrationen af Busk urban hromada, en af hromadaerne i Ukraine. I 2021 havde byen 8.695 indbyggere.
Indtil 18. juli 2020 var den administrationsby i Busk rajon, som blev nedlagt i 2020.
Busk var fødested for Jevhen Petrusjevytj, præsidenten for Vestukrainske folkerepublik (oktober 1918 til juli 1919).